# Humanoid

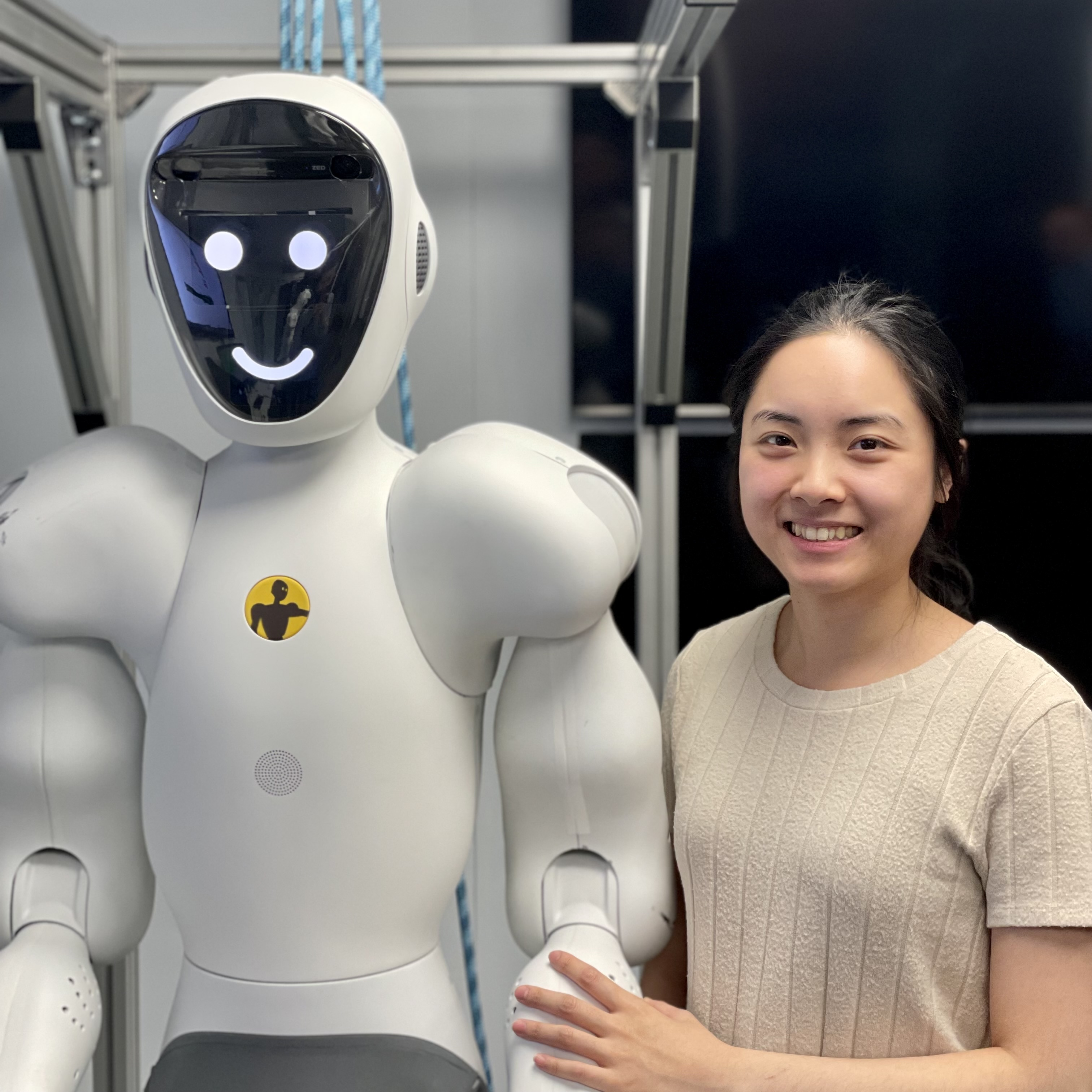
Android obok człowieka

Humanoid (łac. humanus – „ludzki”; gr. εἶδος, eîdos – „wygląd, postać, kształt”) – każdy byt, którego kształt ciała przypomina ludzkie. Termin obejmuje więc ssaki naczelne, jak i mityczne istoty czy sztuczne organizmy (androidy), szczególnie w kontekście fantastyki naukowej i fantasy.
Zazwyczaj fikcyjne humanoidy to stworzenia dwunożne, o kształcie ciała podobnym do ludzkiego, jednak różniące się od ludzi kolorem skóry, ilością i umiejscowieniem włosów, wzrostem, masą ciała, kształtem uszu i nosa. Możliwa jest także obecność rogów, pazurów czy ogona, a także inna struktura kończyn. Możliwa jest przynależność do innej gromady.

## Przykłady fikcyjnych humanoidów
- Hobbici
- blemmjowie
- elfy
- krasnoludy
- catgirls
- Na’vi
- Chewbacca
- Sonic the Hedgehog
- Shadow the Hedgehog
- Wolkanie